# Tay–Sachs-szindróma

A Tay-Sachs-szindróma autoszomális recesszív öröklődésmenete.

A Tay–Sachs-szindróma (vagy Tay–Sachs-kór illetve -betegség) – Idiotia amaurotica familiaris infantilis, GM2-gangliosidosis a zsíranyagcsere zavarával járó autoszomális recesszív öröklődésű enzimopátia. Hexózaminidáz-A enzim hiány miatt az N-acetil-galaktózamin bontása zavart szenved, emiatt GM2 típusú gangliozid raktározódik elsősorban az idegsejtekben, de májban, vesében, bőrben is, aminek következtében az idegeket körbevevő mielinhüvely nem alakul ki megfelelően. 
Súlyos elmegyengeség, siketség, vakság, motoros funkciózavarok jellemzik. A halál rendszerint 2-3 éven belül bekövetkezik. 
Különösen gyakori – a főként Kelet-Európában élő – askenázi zsidók körében.
Praenatalis diagnózis lehetséges.